# Campeonato Mundial de Atletismo em Pista Coberta de 2014
O Campeonato Mundial de Atletismo em Pista Coberta de 2014 foi a 16ª edição da competição, e ocorreu entre 7 e 9 de março na Ergo Arena em Sopot, na Polônia.

## Medalhistas

### Masculino
| Evento                      | Ouro | Ouro      | Prata                                                                                       | Prata     | Bronze                                                                                               | Bronze    |
| 60 m detalhes               | GBR Richard Kilty                                                                                                 | 6s49      | USA Marvin Bracy                                                                            | 6s51      | QAT Femi Ogunode                                                                                     | 6s52      |
| 400 m detalhes              | CZE Pavel Maslák                                                                                                  | 45s24     | BAH Chris Brown                                                                             | 45s58     | USA Kyle Clemons                                                                                     | 45s74     |
| 800 m detalhes              | ETH Mohammed Aman                                                                                                 | 1m46s40   | POL Adam Kszczot                                                                            | 1m46s76   | GBR Andrew Osagie                                                                                    | 1m47s10   |
| 1500 m detalhes             | DJI Ayanleh Souleiman                                                                                             | 3m37s52   | ETH Aman Wote                                                                               | 3m38s08   | MAR Abdalaati Iguider                                                                                | 3m38s21   |
| 3000 m detalhes             | KEN Caleb Mwangangi Ndiku                                                                                         | 7m54s94   | USA Bernard Lagat                                                                           | 7m55s22   | ETH Dejen Gebremeskel                                                                                | 7m55s39   |
| 60 m com barreiras detalhes | USA Omo Osaghae                                                                                                   | 7s45      | FRA Pascal Martinot-Lagarde                                                                 | 7s46      | FRA Garfield Darien                                                                                  | 7s47      |
| 4x400 m detalhes            | USA Estados Unidos Kyle Clemons David Verburg Kind Butler III Calvin Smith, Jr. Clayton Parros* Rickey Babineaux* | 3:02.13   | GBR Grã-Bretanha Conrad Williams Jamie Bowie Luke Lennon-Ford Nigel Levine Michael Bingham* | 3:03.49   | JAM Jamaica Errol Nolan Allodin Fothergill Akheem Gauntlett Edino Steele Dane Hyatt* Jermaine Brown* | 3:03.69   |
| Salto em distância detalhes | BRA Mauro Vinícius da Silva                                                                                       | 8,28 m    | CHN Li Jinzhe                                                                               | 8,23 m    | SWE Michel Tornéus                                                                                   | 8,21 m    |
| Salto triplo detalhes       | RUS Lyukman Adams                                                                                                 | 17,37 m   | CUB Ernesto Revé                                                                            | 17,33 m   | CUB Pedro Pablo Pichardo                                                                             | 17,24 m   |
| Salto em altura detalhes    | QAT Mutaz Essa Barshim                                                                                            | 2,38 m    | RUS Ivan Ukhov                                                                              | 2,38 m    | UKR Andriy Protsenko                                                                                 | 2,36 m    |
| Salto com vara detalhes     | GRE Konstadinos Filippidis                                                                                        | 5,80 m    | GER Malte Mohr                                                                              | 5,80 m    | CZE Jan Kudlička                                                                                     | 5,80 m    |
| Arremesso de peso detalhes  | USA Ryan Whiting                                                                                                  | 22,05 m   | GER David Storl                                                                             | 21,79 m   | NZL Tomas Walsh                                                                                      | 21,26 m   |
| Heptatlo detalhes           | USA Ashton Eaton                                                                                                  | 6632 pts. | BLR Andrei Krauchanka                                                                       | 6303 pts. | BEL Thomas van der Plaetsen                                                                          | 6259 pts. |

*Participaram apenas da eliminatória.

### Feminino
| Evento                      | Ouro | Ouro      | Prata | Prata     | Bronze                                                                                        | Bronze    |
| 60 m detalhes               | JAM Shelly-Ann Fraser-Pryce                                                                                        | 6s98      | CIV Murielle Ahouré                                                                                                  | 7s01      | USA Tianna Bartoletta                                                                         | 7s06      |
| 400 m detalhes              | USA Francena McCorory                                                                                              | 51s12     | JAM Kaliese Spencer                                                                                                  | 51s54     | BAH Shaunae Miller                                                                            | 52s06     |
| 800 m detalhes              | USA Chanelle Price                                                                                                 | 2m00s09   | POL Angelika Cichocka                                                                                                | 2m00s45   | BLR Maryna Arzamasava                                                                         | 2m00s79   |
| 1500 m detalhes             | SWE Abeba Aregawi                                                                                                  | 4m00s61   | ETH Axumawit Embaye                                                                                                  | 4m07s12   | CAN Nicole Sifuentes                                                                          | 4m07s61   |
| 3000 m detalhes             | ETH Genzebe Dibaba                                                                                                 | 8m55s04   | KEN Hellen Onsando Obiri                                                                                             | 8m57s72   | BHR Maryam Yusuf Jamal                                                                        | 8m59s16   |
| 60 m com barreiras detalhes | USA Nia Ali | 7s80      | AUS Sally Pearson | 7s85      | GBR Tiffany Porter                                                                            | 7s86      |
| 4x400 m detalhes            | USA Estados Unidos Natasha Hastings Joanna Atkins Francena McCorory Cassandra Tate Jernail Hayes* Monica Hargrove* | 3:24.83   | JAM Jamaica Patricia Hall Anneisha McLaughlin Kaliese Spencer Stephenie Ann McPherson Verone Chambers* Natoya Goule* | 3:26.54   | GBR Grã-Bretanha Eilidh Child Shana Cox Margaret Adeoye Christine Ohuruogu Victoria Ohuruogu* | 3:27.90   |
| Salto em distância detalhes | FRA Éloyse Lesueur                                                                                                 | 6,85 m    | GBR Katarina Johnson-Thompson                                                                                        | 6,81 m    | SRB Ivana Španović                                                                            | 6,77 m    |
| Salto triplo detalhes       | RUS Ekaterina Koneva                                                                                               | 14,46 m   | UKR Olha Saladuha | 14,45 m   | JAM Kimberly Williams                                                                         | 14,39 m   |
| Salto em altura detalhes    | RUS Mariya Kuchina POL Kamila Lićwinko                                                                             | 2,00 m    | nenhum |           | ESP Ruth Beitia                                                                               | 2,00 m    |
| Salto com vara detalhes     | CUB Yarisley Silva                                                                                                 | 4,70 m    | RUS Anzhelika Sidorova CZE Jiřina Svobodová                                                                          | 4,70 m    | nenhum                                                                                        |           |
| Arremesso de peso detalhes  | NZL Valerie Adams                                                                                                  | 20,67 m   | GER Christina Schwanitz                                                                                              | 19,94 m   | CHN Gong Lijiao                                                                               | 19,24 m   |
| Pentatlo detalhes           | NED Nadine Broersen                                                                                                | 4830 pts. | CAN Brianne Theisen-Eaton                                                                                            | 4768 pts. | UKR Alina Fyodorova                                                                           | 4724 pts. |

*Participaram apenas da eliminatória.

## Quadro de medalhas
País sede destacado.
| Ordem | País            |    |    |    |    |
| 1     | Estados Unidos  | 8  | 2  | 2  | 12 |
| 2     | Rússia          | 3  | 2  |    | 5  |
| 3     | Etiópia         | 2  | 2  | 1  | 5  |
| 4     | Grã-Bretanha    | 1  | 2  | 3  | 6  |
| 5     | Jamaica         | 1  | 2  | 2  | 5  |
| 6     | Polónia         | 1  | 2  |    | 3  |
| 7     | Cuba            | 1  | 1  | 1  | 3  |
|       | França          | 1  | 1  | 1  | 3  |
|       | Chéquia         | 1  | 1  | 1  | 3  |
| 10    | Quénia          | 1  | 1  |    | 2  |
| 11    | Catar           | 1  |    | 1  | 2  |
|       | Nova Zelândia   | 1  |    | 1  | 2  |
|       | Suécia          | 1  |    | 1  | 2  |
| 14    | Brasil          | 1  |    |    | 1  |
|       | Djibouti        | 1  |    |    | 1  |
|       | Grécia          | 1  |    |    | 1  |
|       | Países Baixos   | 1  |    |    | 1  |
| 18    | Alemanha        |    | 3  |    | 3  |
| 19    | Ucrânia         |    | 1  | 2  | 3  |
| 20    | Bahamas         |    | 1  | 1  | 2  |
|       | Bielorrússia    |    | 1  | 1  | 2  |
|       | Canadá          |    | 1  | 1  | 2  |
|       | China           |    | 1  | 1  | 2  |
| 24    | Austrália       |    | 1  |    | 1  |
|       | Costa do Marfim |    | 1  |    | 1  |
| 26    | Bahrein         |    |    | 1  | 1  |
|       | Bélgica         |    |    | 1  | 1  |
|       | Espanha         |    |    | 1  | 1  |
|       | Marrocos        |    |    | 1  | 1  |
|       | Sérvia          |    |    | 1  | 1  |
| TOTAL | TOTAL           | 27 | 26 | 25 | 78 |

Legenda
| Recorde mundial       | Recorde mundial (World record)               |                       | Recorde africano                      | Recorde africano (African) |                                           | Q | Classificado por posição (Qualified) |
| Recorde do campeonato | Recorde do campeonato (Championship record)  | Recorde da América    | Recorde da América (Americas)         | q                          | Classificado por melhor tempo (Qualified) |   |                                      |
| Melhor marca do ano   | Melhor marca do ano (World leading)          | Recorde asiático      | Recorde asiático (Asian)              | DNS                        | Não largou (Did not start)                |   |                                      |
| Recorde nacional      | Recorde nacional (National record)           | Recorde europeu       | Recorde europeu (European)            | DNF                        | Não terminou (Did not finish)             |   |                                      |
| Recorde pessoal       | Recorde pessoal do atleta (Personal best)    | Recorde da Oceania    | Recorde da Oceania (Oceania)          | DSQ / DQ                   | Desclassificado (Disqualified)            |   |                                      |
| Recorde da temporada  | Recorde da temporada do atleta (Season best) | Recorde sul-americano | Recorde sul-americano (South America) | NM                         | Sem marca (No mark)                       |   |                                      |